# Dematagoda
Dematagoda (en tamoul : தெமட்டகொடை; en singhalais : දෙමටගොඩ) est une ville de la banlieue de Colombo au Sri Lanka, elle est située dans le district de Colombo, dans la Province de l'Ouest. Elle est représentée par le code de division 9 (Colombo 09).

## Écoles
- École Al-manaar
- Anurudhdha Balika Maha Vidyalaya
- JMC College International
- Ecole Internationale de Mukarramah
- Collège Readway
- Sivalee Vidyalaya
- St. John's College
- St. Matthew's College
- Veluwana College
- Vipulanantha Tamil Maha Vidyalayam
- Wesley College
- Zahira College, Colombo

## Transport
- Gare de Dematagoda
- Dematagada - bus Bambalapitiya (Kiribathgoda-Angulana).

Bureau d'ingénieurs de signalisation et de télécommunication situés à Dematagoda.